# 長谷川聖那
長谷川 聖那 （はせがわ せな、1989年10月28日  - ）は日本の元AV女優、ストリッパー。マークスジャパン所属。

## 略歴
2009年にAVデビュー。
2011年に新宿ニューアートでストリップデビュー
ブログで2011年12月31日で引退を発表

## 出演作品
2010年
- 妹おっぱい ツン＋デレ＋エロ＋爆乳!! せな（1月28日、ゲインコーポレーション）
- 関東女子校MAP 黒タイツ編（3月19日、ROOKIE）他19名共演
- JK・女子校生の放課後 侵入!女子校生夜這い 2（3月19日、映天）他出演:真中かおり、葉月紗絢、福山優、姫咲まりあ、瀬名つむぎ、相沢えみり、長坂みそら、愛璃みい、真吹りこ
- 女子校生の陰毛いじり 〜絶景の恥丘アンダーヘアーとおマンコの表情!!〜（4月2日、映天）他9名出演
- 女子校生の手コキ向上委員会（4月16日、映天）他9名出演
- まんぐりオナニー（5月1日、映天）他出演:真中ちひろ、水嶋アイ、瀬名つむぎ、泉結愛、相沢えみり、長坂美空、長谷川杏実、梨杏、璃みい、山梨ゆず、小泉あずさ、真咲りこ
- 男のもっこりにたまらなく興奮しちゃうの（6月1日、エッジ）他4名出演
- 全力ダッシュで坂を上りきったら即SEX（9月19日、イエロー）他9名出演

2011年
- あえて空気読まない（1月28日、BALTAN）
- 巨乳女狩り44（2月11日、クリスタル映像）他出演:牧野絵里、甲斐ミハル、佐田マリカ、水沢結那
- 24/SEVENα 04（2月23日、プレステージ）
- 吐息が感じる程のねっとりフェラチオ(3月4日、オフィスケイズ)他5名出演
- kira☆kira BLACK GAL SPECIAL 黒GAL美爆乳☆キラキラ女子寮 〜縦横無尽に超激揺れ壮絶大乱交〜（3月19日、kira☆kira）共演:恵けい、小峰ひなた、愛実
- PINK BUTTERFLY 05（3月24日、プレステージ）共演:小桜沙樹
- 美尻ディルドオナニー Vol.2（4月1日、オフィスケイズ）他4名出演
- 痴獄誘惑 女の世界 3（4月15日、カオカコミュニケーション）共演:内田美奈子
- 隣りのギャル妻 5 黒ギャルG乳イヂリ監禁中出し（4月22日、なでしこ）
- 爆裂巨乳ギャルレズキャットファイトカーニバル!! VOL.02（5月7日、GARCON）共演:深田梨菜、森永ひよこ、はるか悠
- 知ってる？セクシー居酒屋の極エッチな裏メニュー（5月19日、サディスティックヴィレッジ）共演:石倉えいみ、羽月希、牧野絵里、甲斐ミハル
- 「僕らは揺れる爆乳を忘れはしない。」（5月20日、SEX Agent）他出演:橘なお、青山ゆい、愛あいり、[七瀬ゆい]、松すみれ
- ONIAGE 噂のT-Backギャル女子校生 10（5月22日、デジタルアーク）
- 淫ラナ腰ツキ Vol.1（5月25日、美）
- 素人SEX 女子校生爆乳 せな（5月27日、SWEET GIRL）
- 渋谷カリスマショップ店員 Charisma GAL GET YOU！ 01（6月24日、ONE DA FULL）
- kira☆kira BLACK GAL SPECIAL -肉食ギャルズの異常な性的欲望-（7月22日、kira☆kira）共演:須真杏里、佐倉カオリ
- GLITZ（8月19日、フェチマニアック映像製作所/妄想族）
- 甘え上手な痴女’（8月25日、隼エージェンシー）他5名出演
- gee 美爆乳★絶頂ディルド 極太ディルドを呑み込む美爆乳達（9月1日、フェチマニアック映像製作所/妄想族）他出演:北川瞳、小出遥、橘なお
- 会員制高級キャバソープ 二輪車限定 巨乳キャバ嬢専門店 HD KUREA＆SENA（9月2日、GLAY'z）共演:武藤クレア
- JK巨乳ローション（9月2日、GLAY'z IMPACT）他出演:仁科百華、鈴香音色、優希みく
- 満員の路線バスで大人しそうな男を見つけると逆チカンしてくるギャルたち（9月8日、GARCON）他5名出演
- 隣人ギャルママがメガ乳・痴女すぎて俺、もう〜我慢汁でちゃう… 3（9月15日、ソルト・ペッパー）
- gee M男快楽絶頂物語 エロすぎるボインな4人の痴女達（9月19日、フェチマニアック映像製作所/妄想族）他出演:北川瞳、小出遥、哀川りん
- Resort Lovers 南の島の恋物語 in Okinawa 01（9月23日、ONE DA FULL）
- クソ生意気なギャルを拉致して感電させる…電極ギャル閃光FUCK!! VOL.02（10月6日、GARCON）他出演:森永ひよこ、深田梨菜
- ゆうわく痴獄 愛憎渦巻く禁断のレズビアンストーリー（10月13日、赤ほたるいか/妄想族ブラックレーベル）共演:内田美奈子、堀口奈津美、浅川サラ、管野しずか
- gee 乳イカせ! フェラのちパイズリ、最後は挟射（10月19日、フェチマニアック映像製作所/妄想族）他出演:小出遥、北川瞳、橘なお
- ギャルJK セナ（10月19日、GLAY'z IMPACT）
- ギャルとおじいちゃんの初アナルFUCK（10月25日、Fantasista）
- DOUBLE VOICE #004（10月28日、ワンダフル）共演:朝日りか
- 褐色の美爆乳 揺れまくる（黒）のおっぱい GLITZ★choco（11月19日、フェチマニアック映像製作所/妄想族）他出演:哀川りん、葉山由佳、橘なお
- インモラルシテミル？●REC_03（12月23日、ワンダフル）

2012年
- 黒ギャル校生の黒スト脚コキがすんごい。（3月16日、SEX Agent）他6名出演